# صوم الحائض
صوم الحائض أي: صوم
المرأة وهي حائض، هو من أنواع الصوم المنهي عنه، إن قصد به التعبد، وإلا فإن خروج دم الحيض من مبطلات الصوم. وتترك المرأة الحائض، ومثلها النفساء: الصلاة والصوم، فلا تصلي ولا تصوم إذا كانت حائضا أو نفساء، وعليها قضاء الصوم بعدد الأيام التي أفطرتها، في أيام أخر، وهذا تخفيف من الله تعالى، ولطف ورحمة بها. ولا يجب عليها قضاء الصلاة، والأمر في هذا موقوف على اتباع الشرع.

## صوم الحائض
«عن أبي سعيد رضي الله عنه قال: قال النبي صلى الله عليه وسلم: أليس إذا حاضت لم تصل ولم تصم فذلك نقصان دينها.»
وفي رواية لمسلم من حديث ابن عمر بلفظ: «تمكث الليالي ما تصلي، وتفطر في رمضان، فهذا نقصان الدين».

## قضاء الصوم
قضاء الصوم أو: صوم القضاء للحائض، هو: صوم الأيام التي أفطرتها بسبب الحيض، وهو: «دم جبلة يخرج من أقصى رحم المرأة على سبيل الصحة»، ويكون القضاء في غير أيام الصوم، فلو كان عدد أيام حيضها: خمسة أيام مثلا أفطرتها من صوم شهر رمضان؛ وجب عليها صوم هذه الأيام في أيام أخر بعد شهر رمضان. وإذا عرض عليها الحيض وهي صائمة، ولو قبل الغروب بقليل؛ بطل صومها وعليها قضاء ذلك اليوم. ولا يجب عليها قضاء الصلاة، وعلل بعض العلماء ذلك بأن الصلاة تتكرر فيشق عليها قضاؤها، بخلاف الصوم، لكن هذا الحكم ثابت بنص الشرع، وهناك قاعدة شرعية مفادها أنه: (لا علة مع النص)، أي: أن الأحكام الشرعية الثابتة بنصوص شرعية دالة عليها لا تعلل، بل يكون الأمر فيه موقوف على اتباع الشرع، وهذا لا ينافي وجود حكمة متعلقة بالتشريع.قال ابن حجر: «واختار إمام الحرمين أن المتبع في ذلك هو النص، وأن كل شيء ذكروه من الفرق ضعيف، والله أعلم.»
وقد ثبت في الصحيحين حديث:
«عن معاذة، قالت: سألت عائشة رضي الله عنها فقلت: ما بال الحائض تقضي الصوم ولا تقضي الصلاة؟ فقالت: أحرُوريَّة أنت؟ قلت لست بحرورية. ولكني أسأل. قالت: كان يصيبنا ذلك فنؤمر بقضاء الصوم ولا نؤمر بقضاء الصلاة.»
قال البخاري في: (باب الحائض تترك الصوم والصلاة): «وقال أبو الزناد إن السنن ووجوه الحق لتأتي كثيرا على خلاف الرأي فما يجد المسلمون بدا من اتباعها من ذلك أن الحائض تقضي الصيام ولا تقضي الصلاة.» قال ابن حجر على كلام البخاري: كأنه يشير إلى قول علي: «لو كان الدين بالرأي لكان باطن الخف أحق بالمسح من أعلاه». أخرجه أحمد وأبو داود والدارقطني ورجال إسناده ثقات، ونظائر ذلك في الشرعيات كثير. ومما يفرق فيه بين الصوم والصلاة في حق الحائض أنها لو طهرت قبل الفجر ونوت صح صومها في قول الجمهور ولا يتوقف على الغسل، بخلاف الصلاة.
وقد أرشدتها عائشة إلى أن تترك السؤال عن العلة، إلى ما هو أهم من معرفتها وهو الانقياد لحكم الشارع. قال ابن حجر في الفتح: «سؤال معاذة من عائشة عن الفرق المذكور وأنكرت عليها عائشة السؤال وخشيت عليها أن تكون تلقنته من الخوارج الذين جرت عادتهم باعتراض السنن بآرائهم، ولم تزدها على الحوالة على النص، وكأنها قالت لها: دعي السؤال عن العلة إلى ما هو أهم من معرفتها وهو الانقياد إلى الشارع.»
وقال ابن حجر: «قال الزين ابن المنير: وأما تعبيره بالترك فللإشارة إلى أنه ممكن حسا، وإنما تتركه اختيارا لمنع الشرع لها من مباشرته.»